# Congridae
Famille
La famille des Congridae comprend des poissons téléostéens marins à nageoires rayonnées réduites, dont la plupart des espèces sont communément appelées « congres » ou « anguilles ». Elle est composée d'une trentaine de genres et de plus de 190 espèces.

## Description et caractéristiques

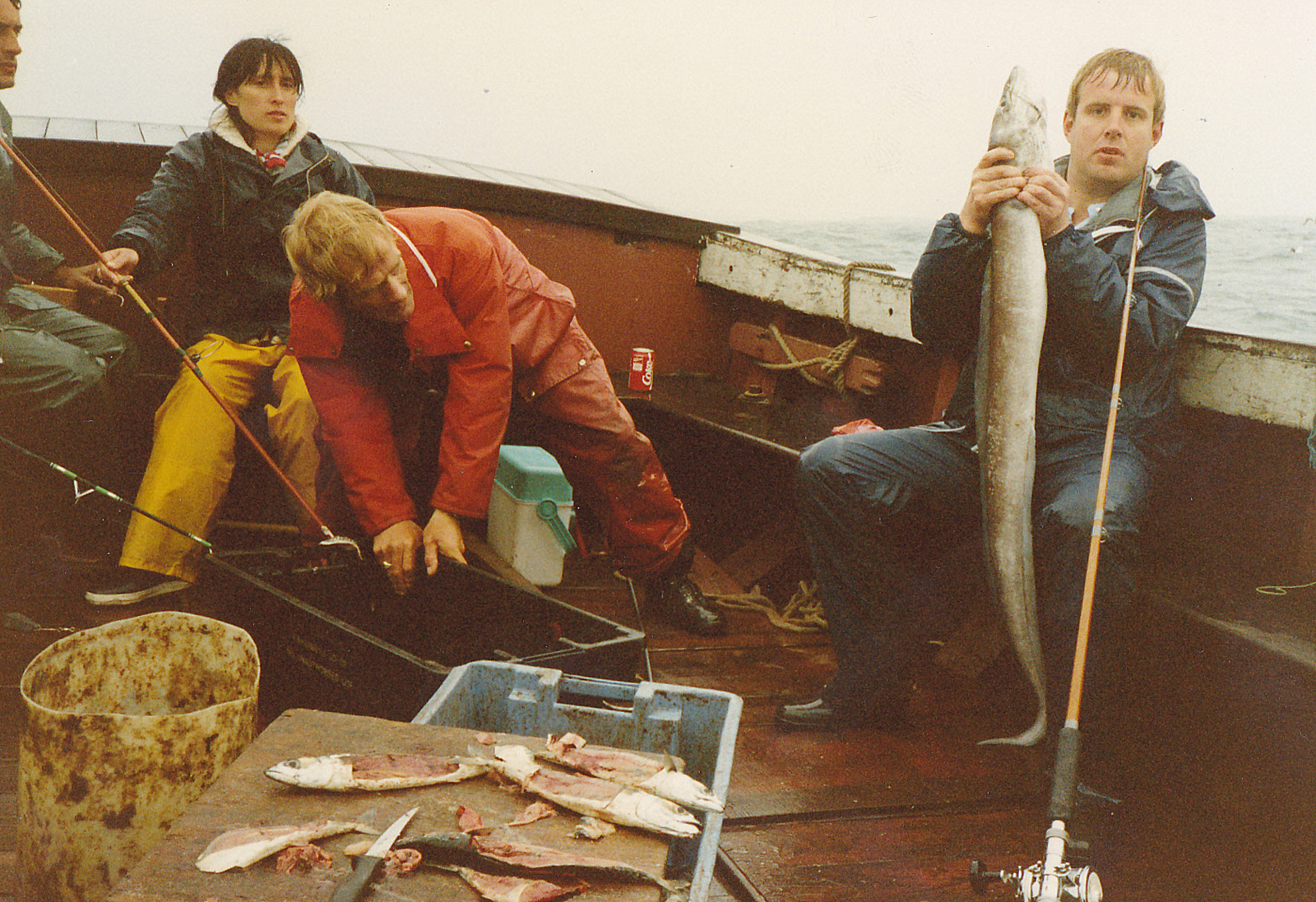
Certaines espèces comme Conger conger font l'objet d'une pêche commerciale.

Ces poissons ont un corps anguiliforme dépourvu d'écailles. Ils ont généralement des nageoires pectorales, contrairement à d'autres familles de cet ordre. Ils possèdent entre 8 et 22 rayons branchiostégaux, et entre 105 et 225 vertèbres. 
Ce sont en grande partie des poissons d'eaux tempérées ou profondes, même s'il existe des espèces tropicales côtières ; on en trouve des représentants dans les trois principaux bassins océaniques. Les congres se nourrissent de petits poissons et de crustacés, principalement la nuit ; certaines espèces sont cependant planctonivores (les « anguilles jardinières », qui vivent en colonies dans des trous sur les fonds sableux). La reproduction ne semble pas donner lieu à des migrations, contrairement aux vraies anguilles, par exemple. De nombreuses espèces sont exploitées commercialement. 
Cette famille semble être apparue au Crétacé supérieur. 

## Liste des genres
Selon World Register of Marine Species (31 juillet 2015) :
- sous-famille Bathymyrinae Böhlke, 1949
  - genre Ariosoma Swainson, 1838
  - genre Bathymyrus Alcock, 1889
  - genre Chiloconger Myers & Wade, 1941
  - genre Kenyaconger Smith & Karmovskaya, 2003
  - genre Parabathymyrus Kamohara, 1938
  - genre Paraconger Kanazawa, 1961
  - genre Poeciloconger Günther, 1872
- sous-famille Congrinae Kaup, 1856
  - genre Acromycter Smith & Kanazawa, 1977
  - genre Bassanago Whitley, 1948
  - genre Bathycongrus Ogilby, 1898
  - genre Bathyuroconger Fowler, 1934
  - genre Blachea Karrer & Smith, 1980
  - genre Castleichthys Smith, 2004
  - genre Conger Bosc, 1817
  - genre Congrhynchus Fowler, 1934
  - genre Congriscus Jordan & Hubbs, 1925
  - genre Congrosoma Garman, 1899
  - genre Diploconger Kotthaus, 1968
  - genre Gnathophis Kaup, 1859
  - genre Japonoconger Asano, 1958
  - genre Lumiconger Castle & Paxton, 1984
  - genre Macrocephenchelys Fowler, 1934
  - genre Promyllantor Alcock, 1890
  - genre Pseudophichthys Roule, 1915
  - genre Rhynchoconger Jordan & Hubbs, 1925
  - genre Scalanago Whitley, 1935
  - genre Uroconger Kaup, 1856
  - genre Xenomystax Gilbert, 1891
- sous-famille Heterocongrinae Günther, 1870
  - genre Gorgasia Meek & Hildebrand, 1923
  - genre Heteroconger Bleeker, 1868

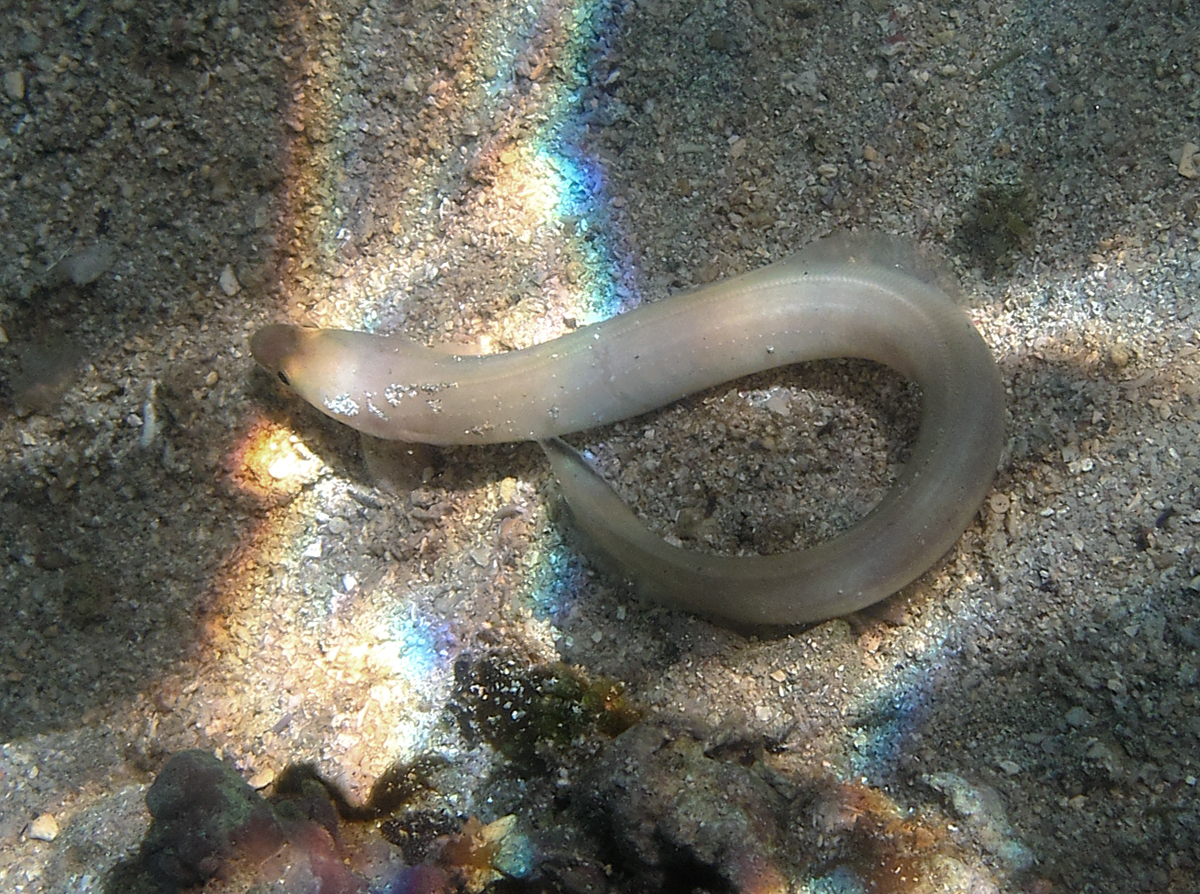
Ariosoma anago juvénile
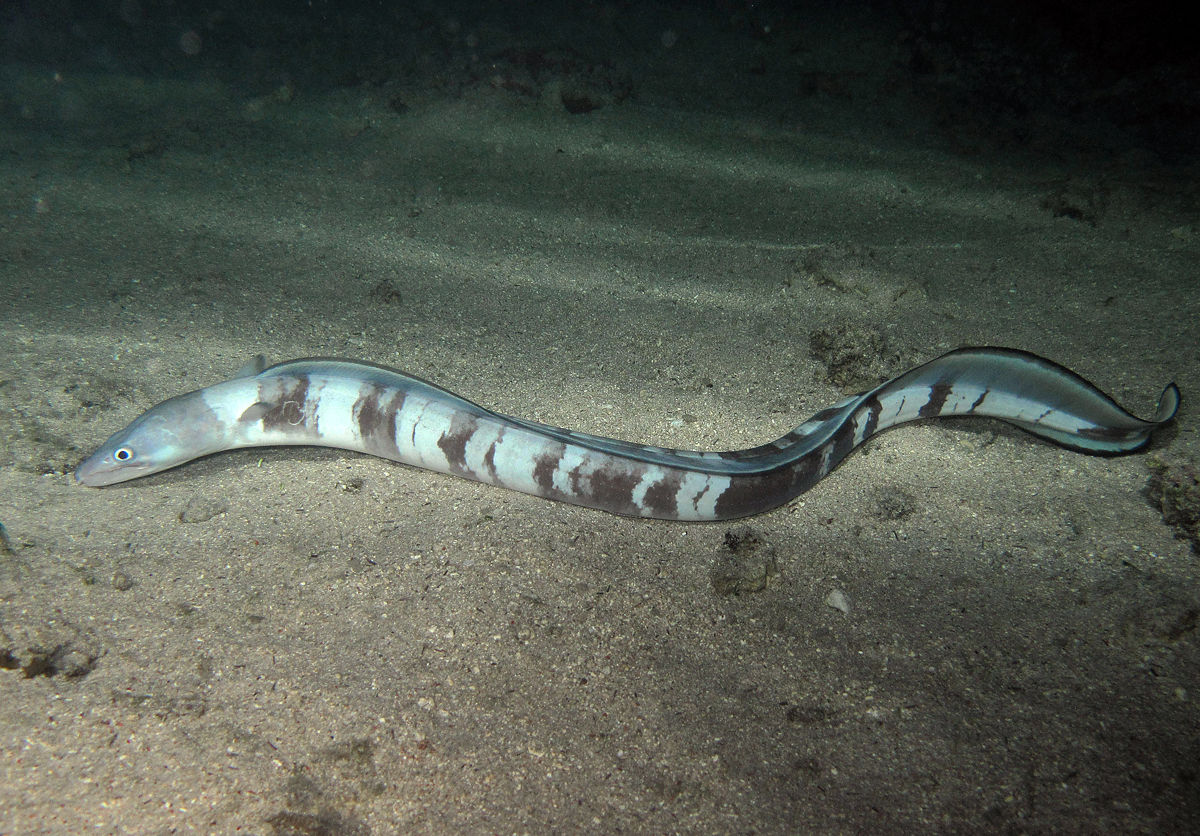
Conger cinereus
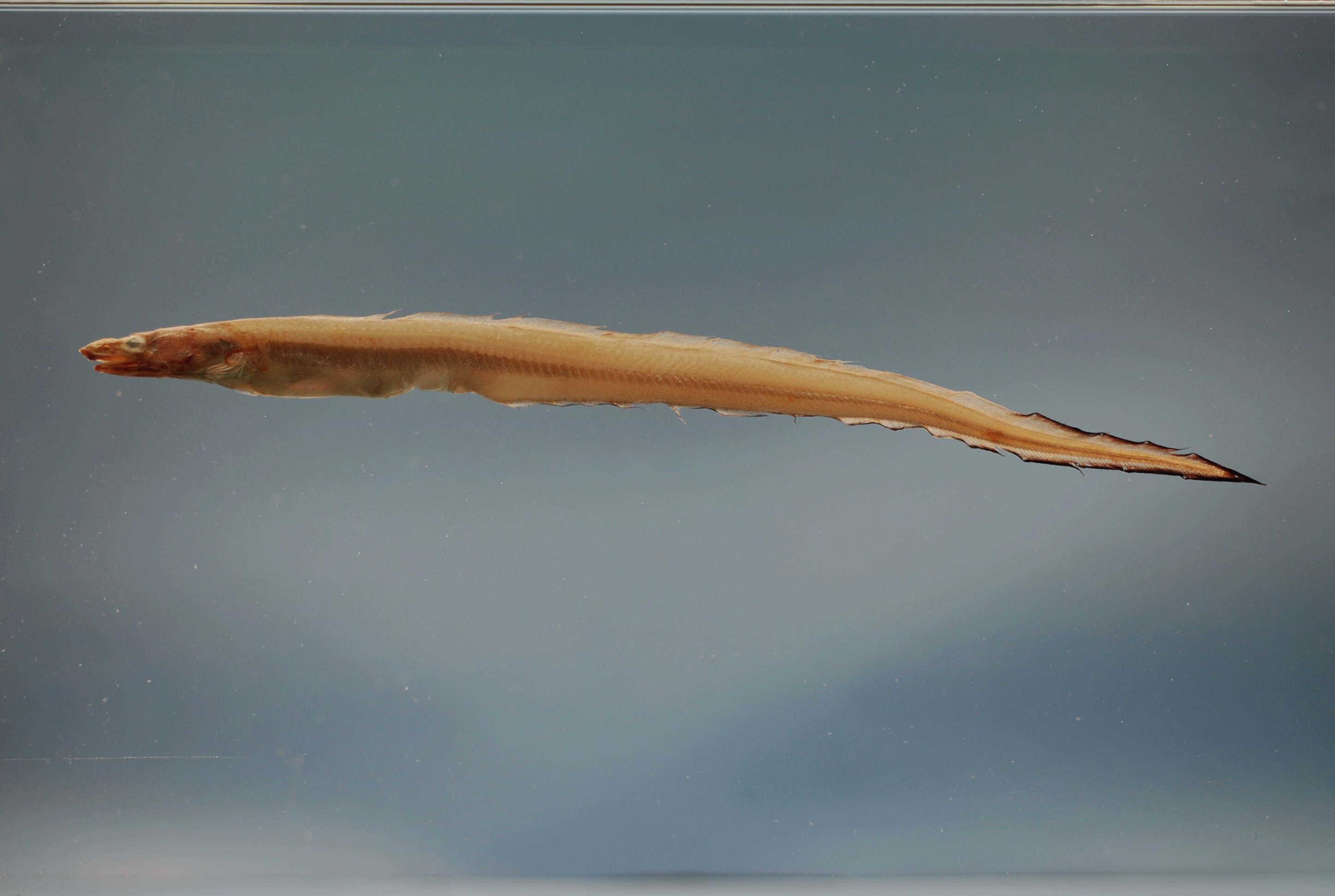
Rhynchoconger flavus
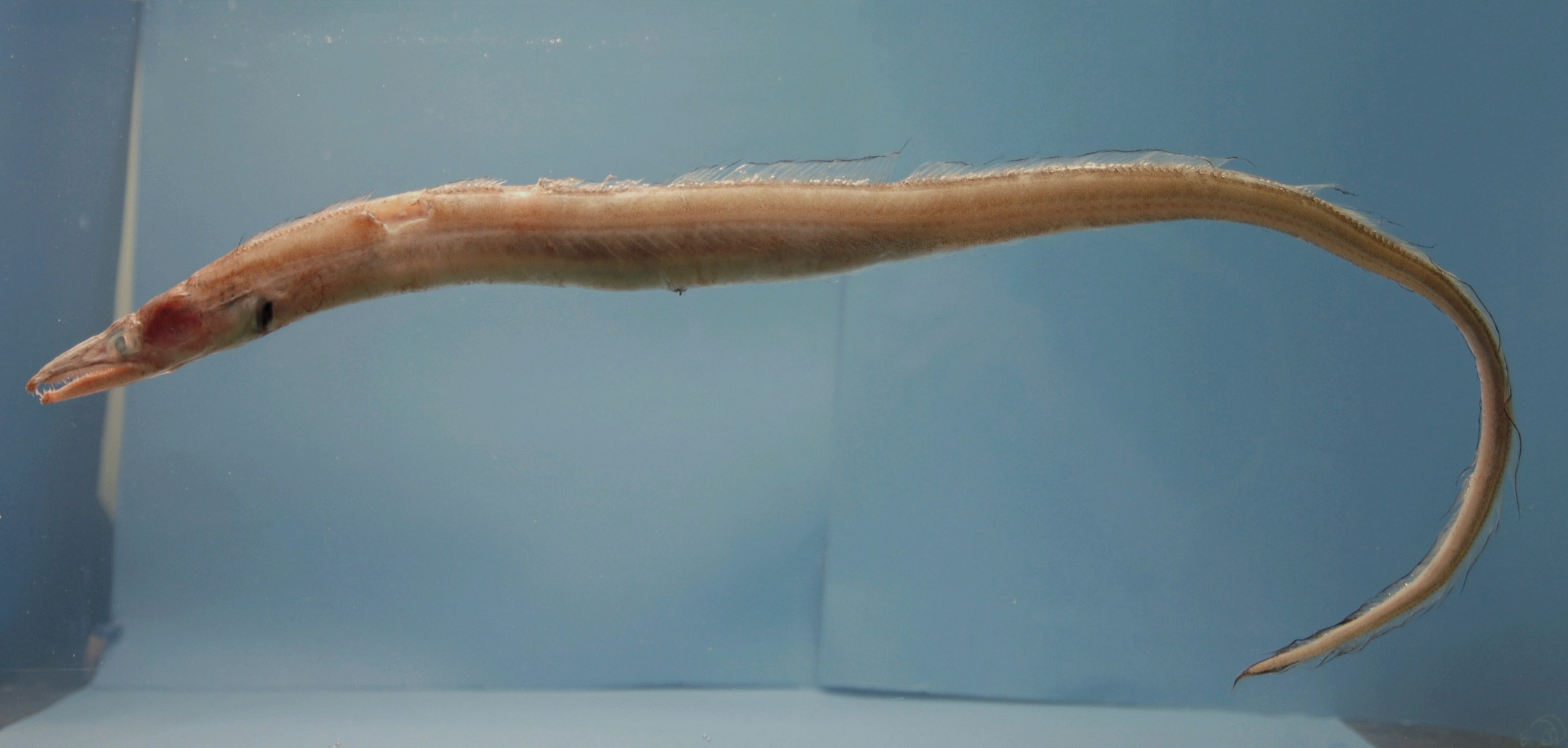
Xenomystax congroides
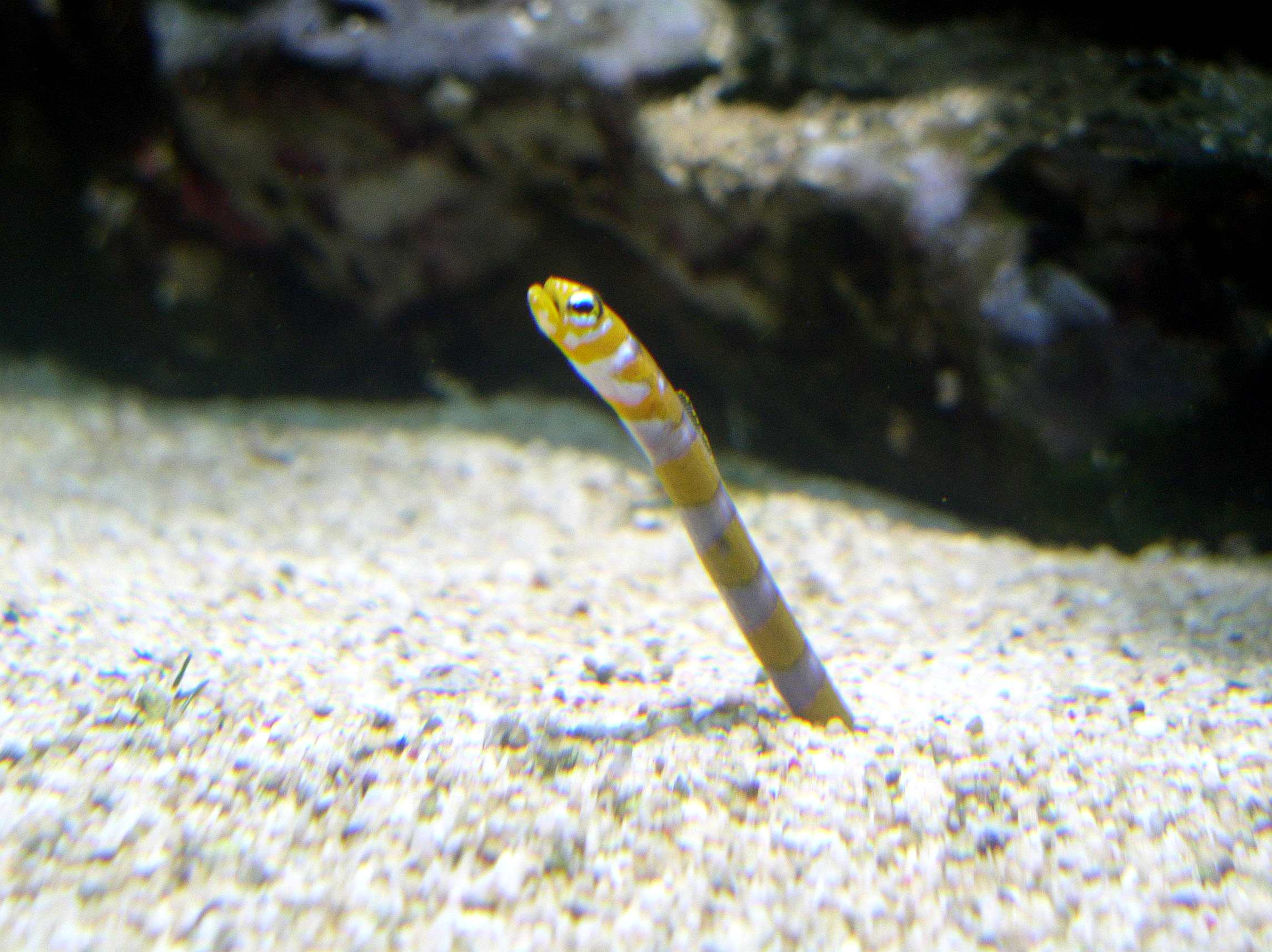
Gorgasia preclara (une « anguille jardinière »)
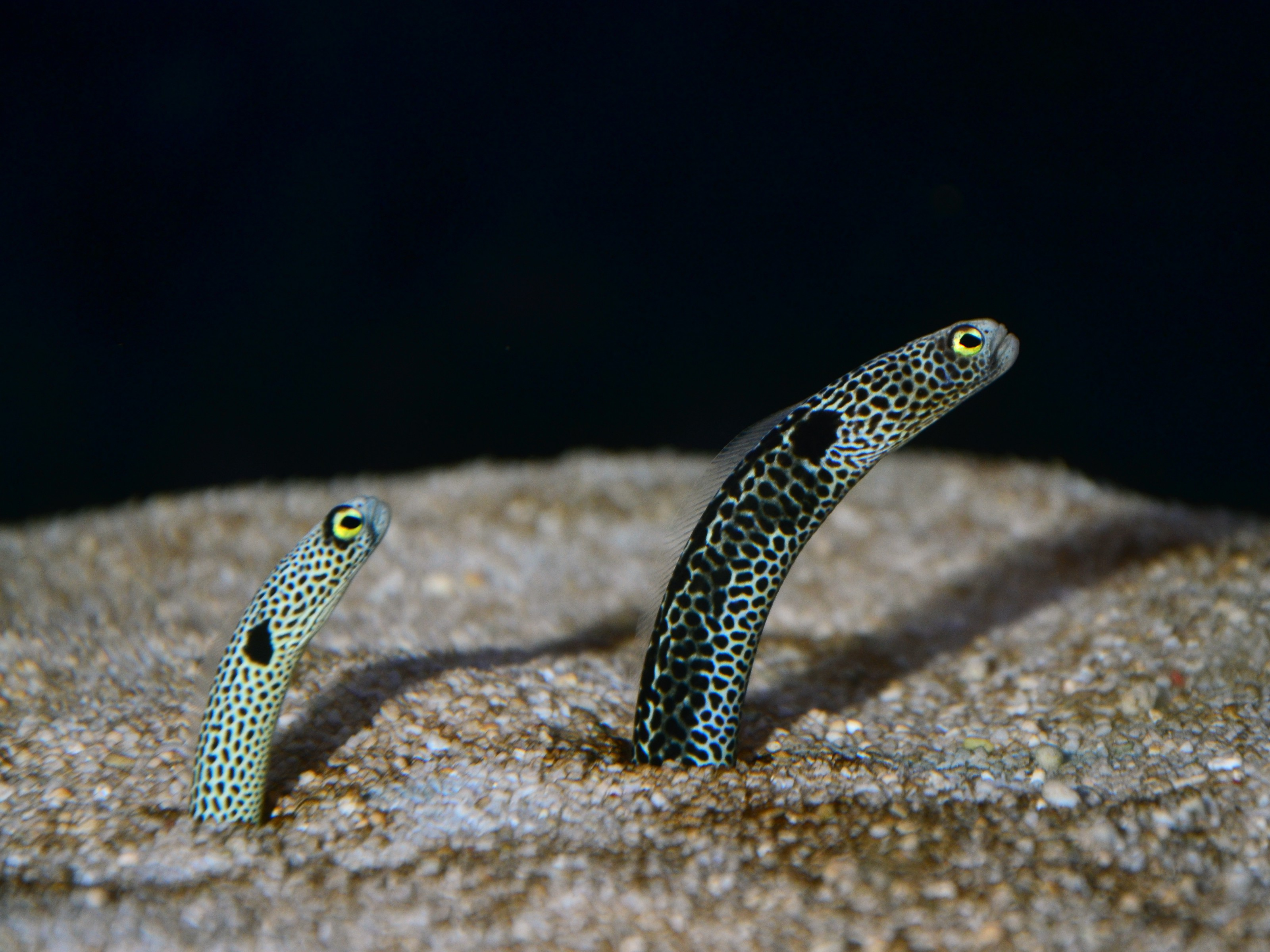
Heteroconger hassi (une « anguille jardinière »)
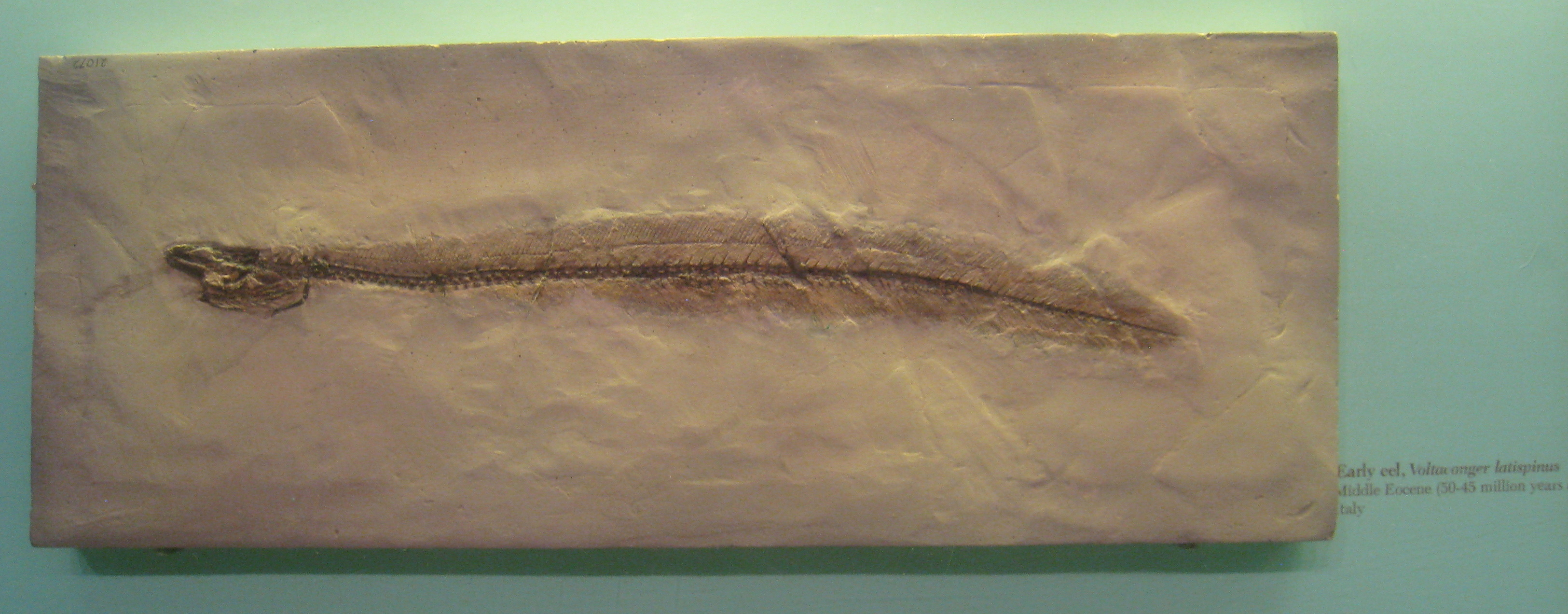
Voltaconger latispinus, une espèce fossile